# نیوفین
نیوفین (به هلندی: Nieuwveen) یک منطقهٔ مسکونی در هلند است که در نیوکوپ واقع شده‌است. نیوفین ۳٬۹۷۰ نفر جمعیت دارد.